# مدفرد (اکلاهما)
مدفرد(به انگلیسی: Medford) شهری در ایالت اکلاهما کشور ایالات متحده آمریکا است که جمعیت آن در سرشماری سال ۲۰۱۰ میلادی، ۹۹۶ نفر بوده‌است.